# Bruno Rodrigo
Bruno Rodrigo Fenelon Palomo, genannt Bruno Rodrigo, (* 12. April 1985 in Andradina) ist ein ehemaliger brasilianischer Fußballspieler.

## Karriere
Bei Spielen seines Jugendvereins CA Jalesense wurde er von Scouts für Portuguesa entdeckt und verpflichtet. Hier schaffte er 2006 den Aufstieg in die erste Mannschaft und wurde schnell Stammkraft. Dadurch fiel er den Spitzenclubs der ersten Liga auf.
Zur Saison 2010 erfolgte der Wechsel zum FC Santos. Während seiner ersten Saison fiel er zweimal verletzt aus, verdrängte aber 2011 Edu Dracena aus der Stammelf. Durch weitere Personalveränderungen verlor er zum Ende der Saison seinen Stammplatz wieder und kam nur noch zu wenigen Einsätzen. Daraufhin wechselte er 2013 zum Cruzeiro EC nach Belo Horizonte. Anfang März 2017 unterzeichnete Bruno Rodrigo beim Grêmio FBPA aus Porto Alegre einen neuen Vertrag. Der Vertrag hatte eine Laufzeit von einem Jahr und enthielt die Option auf die Verlängerung um ein weiteres Jahr. Beim Titelgewinn der Copa Libertadores 2017 saß Bruno Rodrigo lediglich in einem Spiel auf der Reservebank. Die Option zur Verlängerung wurde von Grêmio nicht wahrgenommen.

## Erfolge
Portuguesa
- Staatsmeisterschaft von São Paulo A2: 2007

Santos
- Staatsmeisterschaft von São Paulo: 2010, 2011, 2012
- Copa do Brasil: 2010
- Copa Libertadores: 2011
- Recopa Sudamericana: 2012

Cruzeiro
- Campeonato Brasileiro: 2013, 2014
- Staatsmeisterschaft von Minas Gerais: 2014

Grêmio
- Copa Libertadores: 2017